# Aynsley Dunbar
Aynsley Thomas Dunbar (Liverpool, 1946. január 10. –) angol dobos. 1961-es debütálása óta számos jazz, blues, fusion, rock és progresszív rock együttesben játszott.
1966–1967-ben a John Mayall's Bluesbreakers-szel tűnt fel. Miután otthagyta John Mayallt, saját együttest alapított, a hagyományos bluest játszó Aynsley Dunbar's Retaliationt. 1985-ben csatlakozott a Whitesnake-hez és ő dobolt az igen sikeres 1987. évi albumon.

## Diszkográfia

### Frank Zappával
- Chunga's Revenge (1970)
- 200 Motels (1971)
- Fillmore East - June 1971 (1971)
- Just Another Band From LA (1972)
- Waka/Jawaka (1972)
- The Grand Wazoo (1972)
- You Can’t Do That on Stage Anymore Vol. 1 (Zappa, 1988)
- You Can’t Do That on Stage Anymore Vol. 3 (Zappa, 1989)
- You Can’t Do That on Stage Anymore Vol. 6 (Zappa, 1992)
- Playground Psychotics (Frank Zappa & The Mothers Of Invention, 1992)
- The Lost Episodes (Frank Zappa, 1996)
- QuAUDIOPHILIAc (Zappa – kvadrofon Audio DVD, 2004)
- Joe’s Domage (Zappa, 2004)

### David Bowieval
- Pin Ups (1973)
- Diamond Dogs (1974)

### Lou Reeddel
- Berlin (1973)

### Journey
- Journey (1975)
- Look into the Future (1976)
- Next (1977)
- Infinity (1978)

### Sammy Hagaral
- Nine on a Ten Scale (1976)

### Jefferson Starship
- Freedom at Point Zero (1979)
- Modern Times (1981)

### Whitesnake
- Whitesnake (1987)

### UFO
- Covenant (2000)

### Jake E. Lee-vel
- Retraced (2005)